# Burro mamut americano
El burro mamut americano, también conocido como mamut jack, burro mamut o burro mamut jack, es una raza de burro de Estados Unidos, que desciende de las múltiples razas que fueron importadas allí durante los siglos XVIII y XIX. George Washington y Henry Clay fueron los promotores del desarrollo de esta raza en su afán de crear un linaje de asnos propio de los Estados Unidos y que contase con las características necesarias para poder producir fuertes mulas, cuya capacidad de carga y trabajo eran vitales en la agricultura, la minería y el transporte de mercancías de la época.
Entre las razas usadas para crear el burro mamut americano estuvieron el burro maltés, el burro poitou, el burro andaluz, el burro mallorquín y los burros catalanes. Son animales de gran tamaño, con patas largas y fuertes. Los ejemplares machos suelen tener un altura hasta la cruz de en torno a los 142 cm y las hembras rondan los 137 cm.

El burro mamut más grande del que se tiene noticias mide alrededor de 173 cm y vive en Waxahachie, Texas.